# Stenomacrus mellipes
Stenomacrus mellipes là một loài tò vò trong họ Ichneumonidae.